# Bodedia perinetiana
Bodedia perinetiana är en stekelart som beskrevs av André Seyrig 1952. Bodedia perinetiana ingår i släktet Bodedia och familjen brokparasitsteklar. Inga underarter finns listade.